# 9255 Inoutadataka
A 9255 Inoutadataka (ideiglenes jelöléssel 3174 T-1) a Naprendszer kisbolygóövében található aszteroida. Cornelis Johannes van Houten, Ingrid van Houten-Groeneveld és Tom Gehrels fedezte fel 1971. március 26-án.